# 그리피드 압 커난
그리피드 압 커난(웨일스어: Gruffudd ap Cynan, 1055년경 ~ 1137년)은 귀네드 왕국의 왕으로, 1081년 즉위하여 1137년 죽을 때까지 재위하였다. 잉글랜드 노르만인들에 대한 웨일스인들의 저항의 중심인물이다. 르호드리 마우르의 후손으로 아베르브라우 왕가에 속한다.